# Agrypnia czerskyi
Agrypnia czerskyi är en nattsländeart som först beskrevs av Martynov 1924.  Agrypnia czerskyi ingår i släktet Agrypnia och familjen broknattsländor. Arten är reproducerande i Sverige. Inga underarter finns listade i Catalogue of Life.